# Sidsel Storm

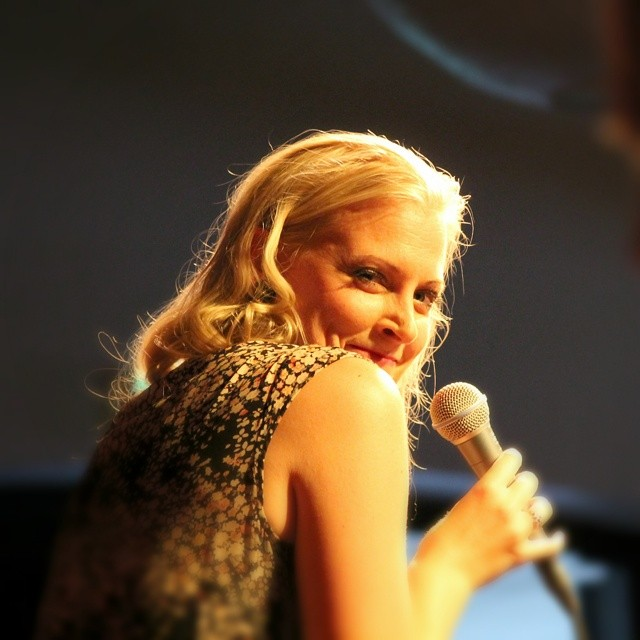
Sidsel Storm

Sidsel Storm (* 20. November 1982) ist eine dänische Jazzmusikerin (Gesang, Komposition).

## Wirken
Storm begann 2002 eine Ausbildung an der Rytmiske Højskole auf Seeland. Seit 2003 belegte sie Vokalmusik im Studienvorbereitenden Musikalsk Grundkursus in Kopenhagen. Sie nahm am Jazz-Meeting Brandbjerg Jazzstævne 2003/2004 teil. Ab 2004 arbeitete sie in der Elektropop-Band Next to Beluga und war auch an deren Album Out of Place beteiligt. Im Bereich des Jazz gründete sie zur gleichen Zeit ihr eigenes Jazzbandquintet, mit dem sie bei Jazzfestivals in Dänemark auftrat. Seit 2011 arbeitete sie mit einem eigenen Quartett, mit dem sie in Europa, Nordamerika und Asien bekannt wurde.
Storm wurde 2008 von der Autorenvereinigung Danske Populær Autorer mit dem Preis für den jungen Jazzkomponisten des Jahres ausgezeichnet. Ihr gleichnamiges Debütalbum gewann 2009 bei den jährlichen Danish Music Awards den Preis für die dänischen Vocal-Jazz-Veröffentlichung des Jahres. Seitdem veröffentlichte sie drei weitere Alben unter eigenem Namen; mit ihrem Album Closer (2016) besetzte sie „eine Nische, die vor ein paar Jahrzehnten keine war: Mainstream Jazz und Swing ohne modernistische Experimente und sonstigen Schnickschnack.“ 2019 folgte die LP Awake. Storm ist verheiratet mit dem Pianisten Peter Otto, mit dem sie auch komponiert und drei Kinder hat.